# Старовойтенко, Иван Павлович
Иван Павлович Старовойтенко (ум. в июне 1989, Киев) — советский ученый, экономист, профессор экономических наук, историк, краевед, общественный и государственный деятель. В 1966—1967 гг. занимал должность председателя Госплана УССР.

## Биография
Родился в Киеве в семье уроженца местечка Брусилов Радомысльского уезда Киевской губернии, выпускника Киевской Духовной Академии отца Павла Илларионовича Старовойтенко, который жил в Киеве и служил священником Свято-Вознесенского храма по улице Львовской, разрушенном в 1930 году (примерно в это время отец Павел пропал без вести).
В конце 1920-х из-за членства в партии вынужден был «отречься» от отца-священника, который исчез при неизвестных обстоятельствах в конце 1920-х — начале 1930-х гг.
Жил, учился и работал в городе Киеве. В 1966—1967 гг. занимал должность председателя Государственной плановой комиссии (Госплана) СССР. Во время работы обычно употреблял украинский язык.
Умер и похоронен в Киеве.

## Работы
- Старовойтенко Иван Павлович. Итоги развития народного хозяйства в 5-й пятилетке. Держполитиздат УССР, 1957 г.
- Старовойтенко Иван Павлович. Экономика Украинской ССР: краткий обзор и перспективы развития. Серия: Союзные республики в новой пятилетке. 1966—1970 гг. Экономика, 1967 г.;
- Украина в девятой пятилетки. Старовойтенко, Иван Павлович. Украина в девятой пятилетки. Политиздат, 1973 г.;
- Старовойтенко, Иван Павлович. В крае нашем родном [Текст]: историческая литература / Ы. Н. Старовойтенко, Н. Н. Черп. — Киев: Политиздат Украины, 1966. — 191 с. : ил. ; 14 см. — (в пер.);
- Старовойтенко И. Н. Социалистический Киев / Иван Павлович Старовойтенко— К., 1958;
- Старовойтенко И. Н. Киевская область. / Киевская область. (на украинском языке) Географический очерк. / Области Украинской ССР. 2-е изд., пере., доп. Киев. Советская школа. 1967 г. 142 с.
- Старовойтенко. П., Киевская область, 2 изд., Киев, 1967;
- В крае нашем родном [Текст]: историческая литература / Ы. Н. Старовойтенко, Н. Н. Черп. — Киев: Политиздат Украины, 1966. — 191 с.;
- Старовойтенко И. Из истории планирования на Украине.-Экономика Советской Украины, 1971, № 2